# 70. pehotna divizija (ZDA)
70. pehotna divizija (izvirno angleško 70th Infantry Division) je bila pehotna divizija Kopenske vojske ZDA.